# Walter Hunt
Walter Hunt (ur. 29 lipca 1796 w Martinsburgu, zm. 8 czerwca 1859 w Nowym Jorku) – amerykański mechanik i wynalazca.
Żył i pracował w stanie Nowy Jork. Znany jest jako wynalazca wiecznego pióra, maszyny do szycia (1833), agrafki (1849), prekursora karabinu Winchester, ostrzałki do noży, welocypedu i innych przedmiotów.